# 利奥波德·奥库利茨基

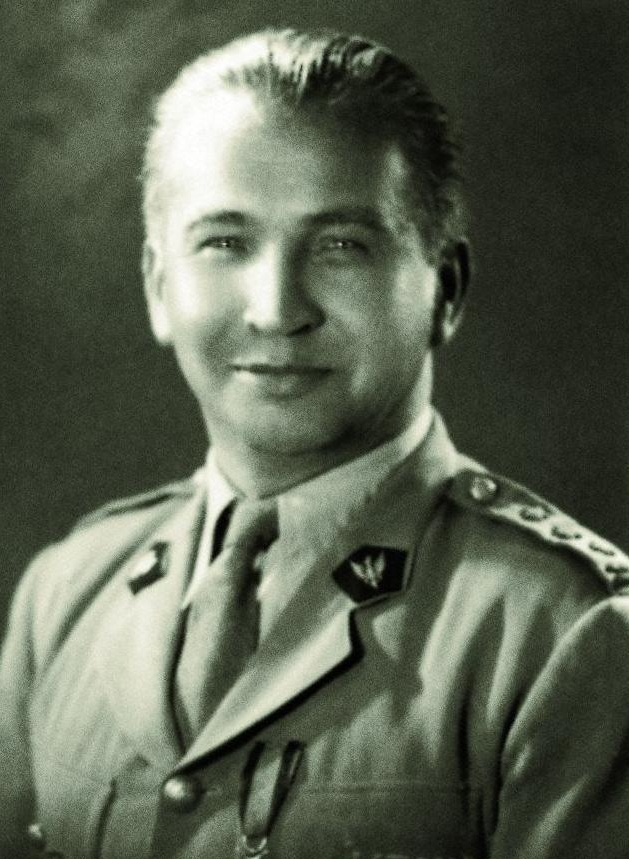
利奥波德·奥库利茨基

利奥波德·奥库利茨基（Leopold Okulicki，1898年—1946年）是一位波蘭陸軍准将，也是第二次世界大战期间的波蘭家鄉軍最后一任司令。战后，他被苏联內務人民委員部逮捕，最终死在莫斯科布提爾卡監獄。